# Leslie Perrins
Leslie Perrins (7 de outubro de 1901 – 13 de dezembro de 1962) foi um ator britânico, que atuou em mais de sessenta filmes.

## Filmografia selecionada
- The Calendar (1931)
- Leave It to Smith (1933)
- Early to Bed (1933)
- The Roof (1933)
- The Scotland Yard Mystery (1934)
- Lord Edgware Dies (1934)
- Open All Night (1934)
- The Rocks of Valpre (1935)
- The Silent Passenger (1935)
- The White Lilac (1935)
- The Village Squire (1935)
- Tudor Rose (1936)
- Rhythm in the Air (1936)
- The Limping Man (1936)
- Sensation (1936)